# Rafael Rullán
Rafael Rullán Ribera (Palma de Mallorca, 8 de enero de 1952-Madrid, 4 de mayo de 2025) fue un jugador de baloncesto profesional de nacionalidad española; sus 2,07 de altura fueron su gran referente en el juego interior del Real Madrid en las décadas de 1970 y 1980, lo que le llevó a ser integrante en 5 ocasiones de la selección Europea.
Ejerció de delegado del primer equipo en el Real Madrid de 1991-1999.
Con 18 temporadas jugadas con el primer equipo del Real Madrid, solo ha sido superado por el también balear Sergio Llull.
Falleció el 4 de mayo de 2025 a los 73 años de edad.

## Selección nacional
Ha sido internacional con España 161 partidos (1971/72 a 1981/82).
Medalla de plata con la selección española en el Campeonato de Europa de Barcelona 1973.

## Clubes
- Real Madrid (1969-1987)
- Bancobao Villalba (1987-1988)

## Títulos
- 14 Liga española (1970, 1971, 1972, 1973, 1974, 1975, 1976, 1977, 1979, 1980, 1982,  1984, 1985, 1986).
- 9 Copas de España (1970, 1971, 1972, 1973, 1974, 1975, 1977, 1985, 1986).
- 1 Supercopa de España de baloncesto (1984).
- 3 Copas de Europa (1974, 1978, 1980).
- 1 Recopa de Europa (1984)
- 4 Copas Intercontinentales / Mundiales de Clubes FIBA (1976, 1977, 1978, 1981).
- 13 Torneos Internacionales de Navidad (baloncesto FIBA).
- 3 Torneos CAM.